# Victorian Premier League
La Victorian Premier League è stato il più alto livello di calcio nello Stato del Victoria, Australia. A livello nazionale, era di un grado inferiore al A-League. Era diretto dalla Football Federation Victoria, la federazione dello stato di cui fa parte.

## Storia
La lega venne fondata nel 1909 sotto il nome di  Victorian Amateur League.
Con la creazione della National Soccer League (NSL) nel 1977, molti dei club principali hanno abbandonato il campionato per trasferirsi nella nuova massima divisione australiana.
Nel 2013, viene annunciato che anche la zona di Victoria avrebbe partecipato alla NPL, la nuova seconda divisione australiana, attraverso una riforma del campionato: la Victorian Premier League viene perciò soppressa.

## Squadre partecipanti
Partecipanti all'ultima stagione (2013).
- Bentleigh Greens
- Dandenong Thunder
- Green Gully
- Hume City
- Melbourne Knights
- Northcote City
- Oakleigh Cannons
- Pascoe Vale
- Port Melbourne
- Richmond SC
- South Melbourne
- Southern Stars

## Albo d'oro
- 1909 -  Carlton United
- 1910 -  Carlton United
- 1911 -  Williamstown
- 1912 -  Williamstown
- 1913 -  Yarraville
- 1914 -  Melbourne Thistle
- 1915 -  Melbourne Thistle
- 1916-18 - Campionato cancellato a causa della Prima Guerra Mondiale
- 1919 -  Northumberland & Durham United
- 1920 -  Northumberland & Durham United
- 1921 -  Windsor
- 1922 -  Northumberland & Durham United
- 1923 -  St. Kilda
- 1924 -  Footscray Thistle
- 1925 -  Melbourne Thistle
- 1926 -  Footscray Thistle
- 1927 -  Prahran City
- 1928 -  Naval Depot
- 1929 -  Footscray Thistle
- 1930 -  Footscray Thistle
- 1931 -  Brunswick
- 1932 -  Footscray Thistle
- 1933 -  Royal Caledonians
- 1934 -  Hakoah
- 1935 -  Hakoah
- 1936 -  Moreland City
- 1937 -  Moreland City
- 1938 -  Hakoah
- 1939 -  Prahran City
- 1940 -  Nobels
- 1941 -  Moreland City
- 1942 -  Prahran City
- 1943 -  Moreland Hakoah
- 1944 -  Prahran City
- 1945 -  Prahran City
- 1946 -  Moreland City
- 1947 -  Sunshine United
- 1948 -  Box Hill Utd
- 1949 -  Brighton SC
- 1950 -  Sunshine United
- 1951 -  Yallourn
- 1952 -  Brunswick Juventus
- 1953 -  Brunswick Juventus
- 1954 -  Brunswick Juventus
- 1955 -  Brunswick Juventus
- 1956 -  Brunswick Juventus
- 1957 -  Footscray JUST
- 1958 -  Brunswick Juventus
- 1959 -  Ringwood City
- 1960 -  Western Eagles
- 1961 -  Western Eagles
- 1962 -  South Melbourne
- 1963 -  Footscray JUST
- 1964 -  South Melbourne
- 1965 -  South Melbourne
- 1966 -  South Melbourne
- 1967 -  Melbourne Hungaria
- 1968 -  Melbourne Knights
- 1969 -  Footscray JUST
- 1970 -  Brunswick Juventus
- 1971 -  Footscray JUST
- 1972 -  South Melbourne
- 1973 -  Footscray JUST
- 1974 -  South Melbourne
- 1975 -  Fitzroy United
- 1976 -  South Melbourne
- 1977 -  Caroline Springs
- 1978 -  Melbourne Knights
- 1979 -  Melbourne Knights
- 1980 -  Preston Lions
- 1981 -  Green Gully
- 1982 -  Green Gully
- 1983 -  Green Gully
- 1984 -  Morwell Falcons
- 1985 -  Croydon City
- 1986 -  Croydon City
- 1987 -  Western Eagles
- 1988 -  Heidelberg Utd
- 1989 -  Morwell Falcons
- 1990 -  Heidelberg Utd
- 1991 -  Brunswick United Juventus FC
- 1992 -  North Geelong Warriors
- 1993 -  Bulleen Lions
- 1994 -  Preston Lions
- 1995 -  Altona Magic
- 1996 -  Altona Magic
- 1997 -  Altona Magic
- 1998 -  Bulleen Zebras
- 1999 -  Green Gully
- 2000 -  Green Gully
- 2001 -  Heidelberg Utd
- 2002 -  Preston Lions
- 2003 -  Green Gully
- 2004 -  Bulleen Zebras
- 2005 -  Green Gully
- 2006 -  South Melbourne
- 2007 -  Preston Lions
- 2008 -  Altona Magic
- 2009 -  Altona Magic
- 2010 -  Green Gully
- 2011 -  Green Gully
- 2012 -  Dandenong Thunder
- 2013 -  Northcote City